# Franziska von Kapff-Essenther

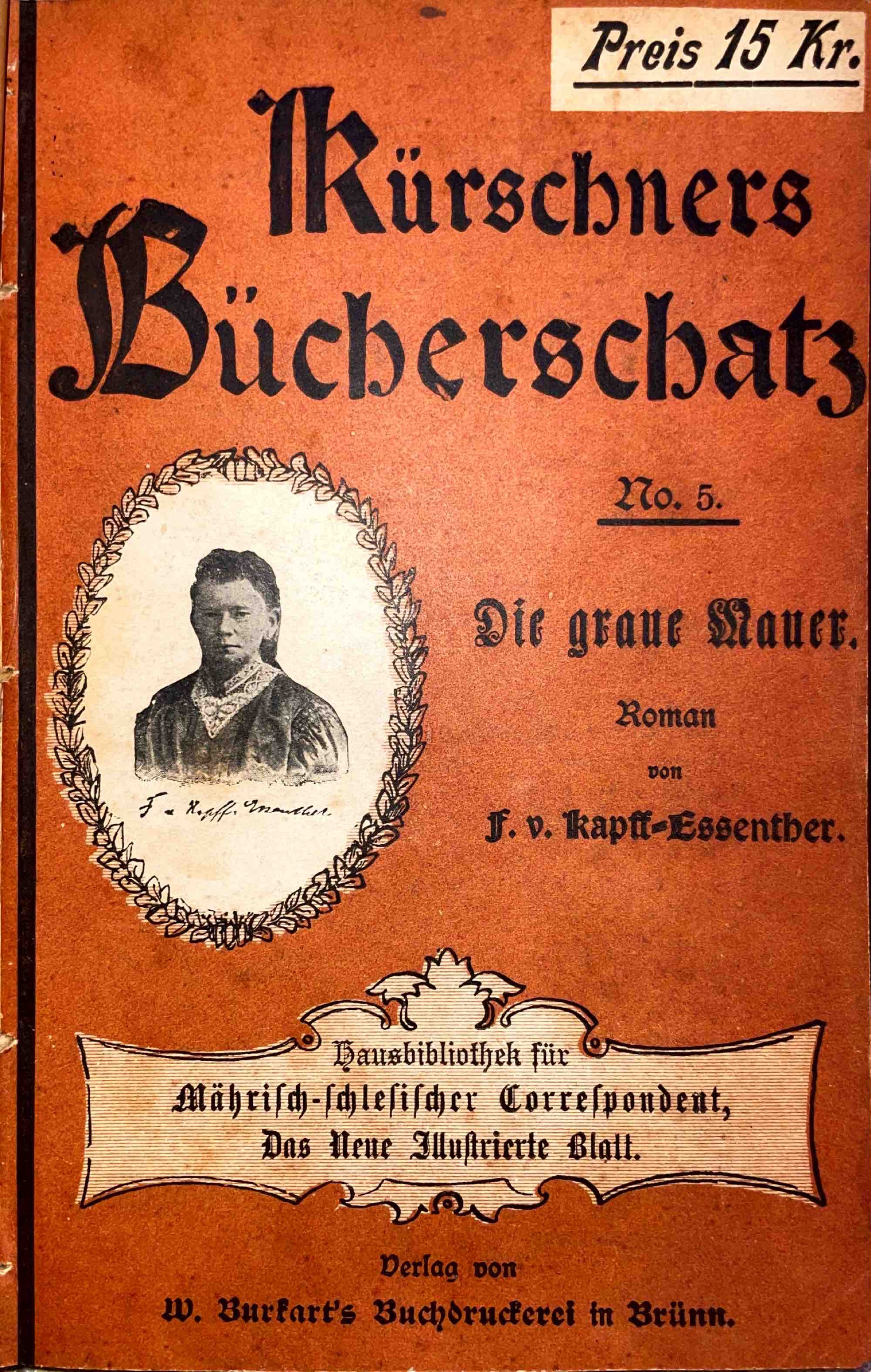
Romanen Die graue Mauer

Franziska von Kapff-Essenther, även känd som Franziska Blumenreich, född Essenther, 2 april 1849 på Schloss Wallenstein (idag Litomyšls slott), Österrike, död 28 oktober 1899 i Berlin, var en österrikisk författare och kvinnorättsaktivist.
Kapff-Essenther blev efter privatstudier lärare. Hon grundade sedan en flickskola i Wien och skrev romanen Frauenehre (Kvinnans heder). Efter ett kort giftermål med musikläraren Otto von Kapff var hon från 1888 gift med författaren Paul Blumenreich. Tillsamman med maken utgav hon tidskriften Berliner Feuilleton. Samtidig utgav Kapff-Essenther flera romaner och andra böcker där hon försökte förmedla livets visdom.
Hon led en längre tid av depressioner och dog 1899 genom självmord.

## Verk i urval
- Ziel und Ende (roman, 3 volymer, 1888)
- Blumengeschichten (1888)
- Allerlei Liebe (1889)
- Auf einsamer Höhe (roman, 1889)
- Glückbeladen  1890)
- Reisegeschichten (1890)
- Neue Novellen (2 volymer, 1890)
- Aus Bädern und Sommerfrischen (1890)
- Engel auf Erden (1891)
- Stürme im Hafen (roman, 2 volymer, 1892)
- Siegfried (roman, 1894)